# Tetràpolis
La Tetràpolis va ser un districte de Síria anomenat així perquè estava integrat per quatre ciutats principals: Selèucia de Piera, Antioquia la més important i la que tenia el port més ben construït, Apamea, una base militar i un centre de comerç i Laodicea, totes fundades per Seleuc I Nicàtor, que les va anomenar segons els noms de persones de la seva família.